# Philippe de Rothschild
Barão Philippe de Rothschild (Paris, 13 de abril de 1902 — Paris, 20 de janeiro de 1988) foi um nobre francês, automobilista, velejador, empresário, vinicultor e escritor diletante, que se tornou mais conhecido pela forma com que revolucionou a indústria do vinho a partir da década de 1920 e após a II Guerra Mundial quando retomou sua propriedade e produção.

## Biografia
Nasceu Philippe no seio de uma das mais ricas famílias europeias — a Rothschild de banqueiros judaicos, filho do barão Henri de Rothschild (pertencente ao ramo inglês da família) e de Mathilde Sophie Henriette von Weissweiller.
Durante a I Guerra Mundial  foi enviado pelos pais para a vinícola da família, a propriedade do Château Mouton, na comuna de Pauillac 35 milhas a norte de Bordéus (Bourdeaux), onde teve uma vida simples, pacata, sem energia elétrica ou água encanada — um ambiente tão bucólico que ele mais tarde relataria que os animais passeavam pelas adegas.
Terminados os estudos e formado em ciências, passou a trabalhar no Laboratório de Pesquisas Físicas e foi em seguida nomeado membro do conselho administrativo do Instituto Curie de pesquisas do rádio; logo deixou a atividade científica para por alguns anos dedicar-se à construção do Théâtre Pigalle, inaugurado em 1929; Ali apresentou e produziu peças de autores como Sacha Guitry, Jules Romains e Jean Giraudoux; depois dirigiu um filme onde pela primeira vez aparecia a atriz Simone Simon. Desde 1922 assumira a vinícola da família.
Com a realização dos Jogos Olímpicos de 1924 em Paris, a inclusão da regata náutica encontrou o apoio dos amantes deste esporte em França e, para sua concretização, foi organizada uma comissão da qual Philippe, membro do Yacht Club francês, fez parte. Participou ainda, como velejador, nos Jogos Olímpicos de 1928 em Amesterdão na classe de 6 metros, terminando na oitava posição.
Realizou viagens de passeio por todos os continentes, que resultou num livro em que relata os registros das paisagens e caçadas realizadas; foi também escritor de artigos para jornais e revistas. Em 1931 a revista carioca Para Todos... publicara um artigo de sua autoria, intitulado "Arranha-céu".
Nos esportes dedicou-se ao automobilismo e ao iatismo, em ambos conquistando importantes vitórias. Competiu com regularidade nas 24 Horas de Le Mans e no Grande Prêmio de Mônaco e, apesar de campeão de bobsleigh, recusou-se a participar dos Jogos Olímpicos de 1936, em protesto contra a ascensão de Adolf Hitler na Alemanha.
Em 1930 era amante da ex-dançarina erótica e então corredora Hellé Nice, e apresentou-a ao italiano Ettore Bugatti, que emprestou um de seus carros para que ela competisse.

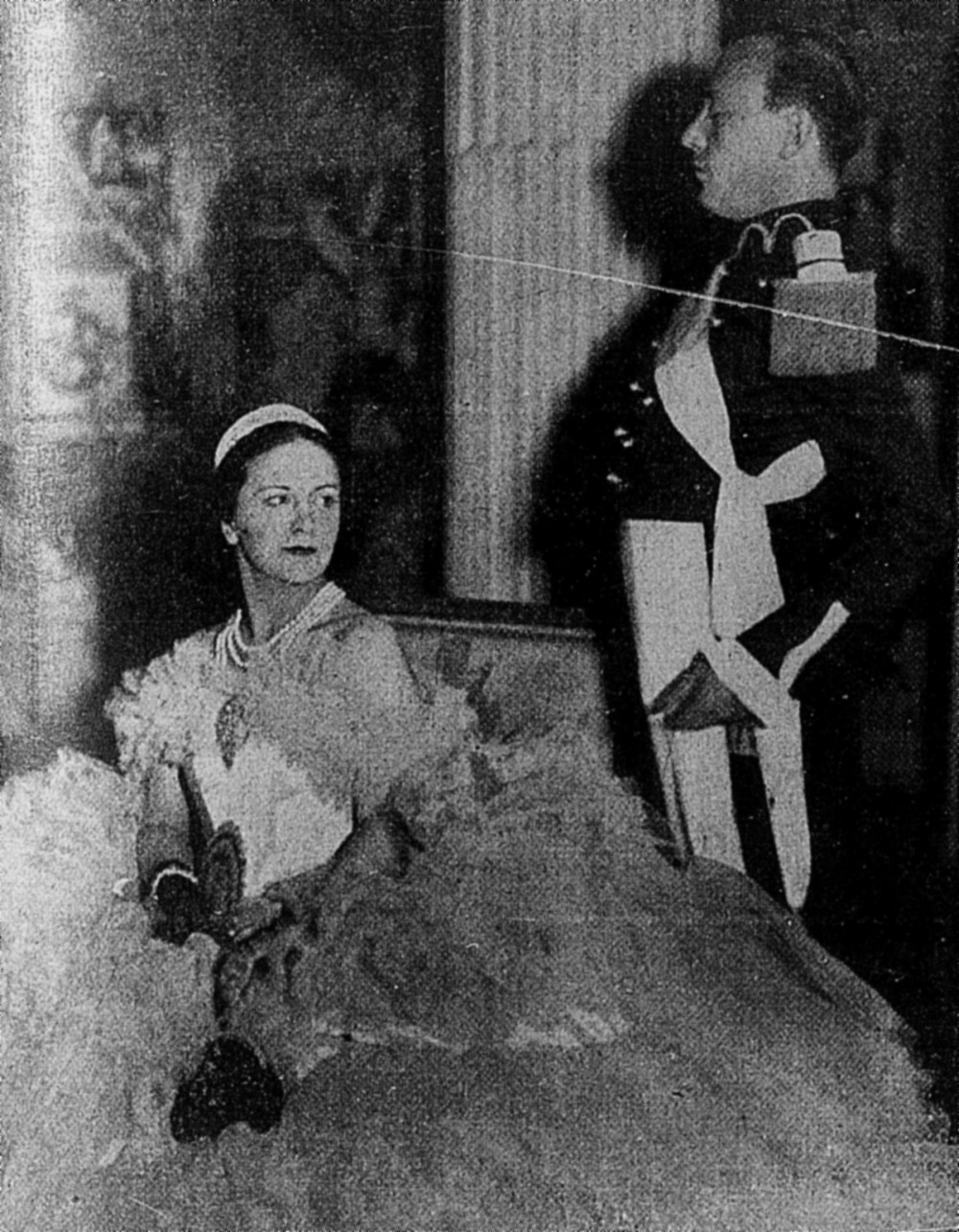
Philippe ao lado de Mme Thierry, em trajes do séc. XIX, 1938.

Em 20 de agosto de 1937, vindo a bordo do transatlântico inglês Asturias, Philippe com a esposa chegaram ao Brasil, onde passariam um mês no Rio de Janeiro, então a capital do país. Nesta visita o barão manifestou seu interesse na exportação da erva mate para a Europa; seu pai, médico e autor dramático, já estivera na cidade dois anos antes, e a vinda do filho também chamava a atenção e expectativas de negócios; há cerca de um ano ele e o conde Fleurieu haviam fundado uma companhia destinada à importação do mate brasileiro.
Com a invasão da França sua primeira esposa, Elisabeth de Chambure, foi presa pelos nazistas e deportada, vindo a morrer no campo de concentração de Ravensbrück em 1945; ele conseguira fugir através da Espanha e dali pelo norte da África, vindo então a se juntar a Charles de Gaulle e tomou parte, em 1944, no desembarque na Normandia. Ele voltou a se casar em 1954 com a designer estadunidense Pauline Fairfax-Potter, com que passou a morar na propriedade de Mouton e ali fizeram um dos maiores e mais importantes museus sobre o vinho do mundo.
Voltara a Mouton antes mesmo do final do conflito e encontrou a vinícola transformada com edificações militares feitas pelos alemães: plataformas para atiradores, torre de observação, trincheiras escavadas em meio aos parreirais e até casamatas; os nazistas ainda resistiam em Lesparre-Médoc e, quando foram finalmente derrotados e feitos milhares de prisioneiros, Philippe colocou muitos deles a trabalhar na propriedade para consertar os estragos que haviam feito no Château Mouton d'Armailhacq.
Com a morte do pai em 1947 herdou o título de barão e tornou-se o dono de um terço da vinha; em menos de um ano ele comprou dos irmãos suas partes e continuou o afã de engrandecer sua marca. Em 1974 já era considerado o Rei das Vinícolas, com a produção de seu bordeaux da marca Château Mouton Rothschild.
Numa demonstração de sua posição e reconhecimento foi parado uma vez numa estrada da Califórnia e quando o policial lhe pediu a carta de motorista ele simplesmente respondeu: "Não tenho. Nunca tive. Veja, eu sou Philippe de Rothschild."
Após uma longa doença, morreu aos oitenta e cinco anos, em sua casa parisiense.

## A luta pelo primeiro lugar e inovações no vinho

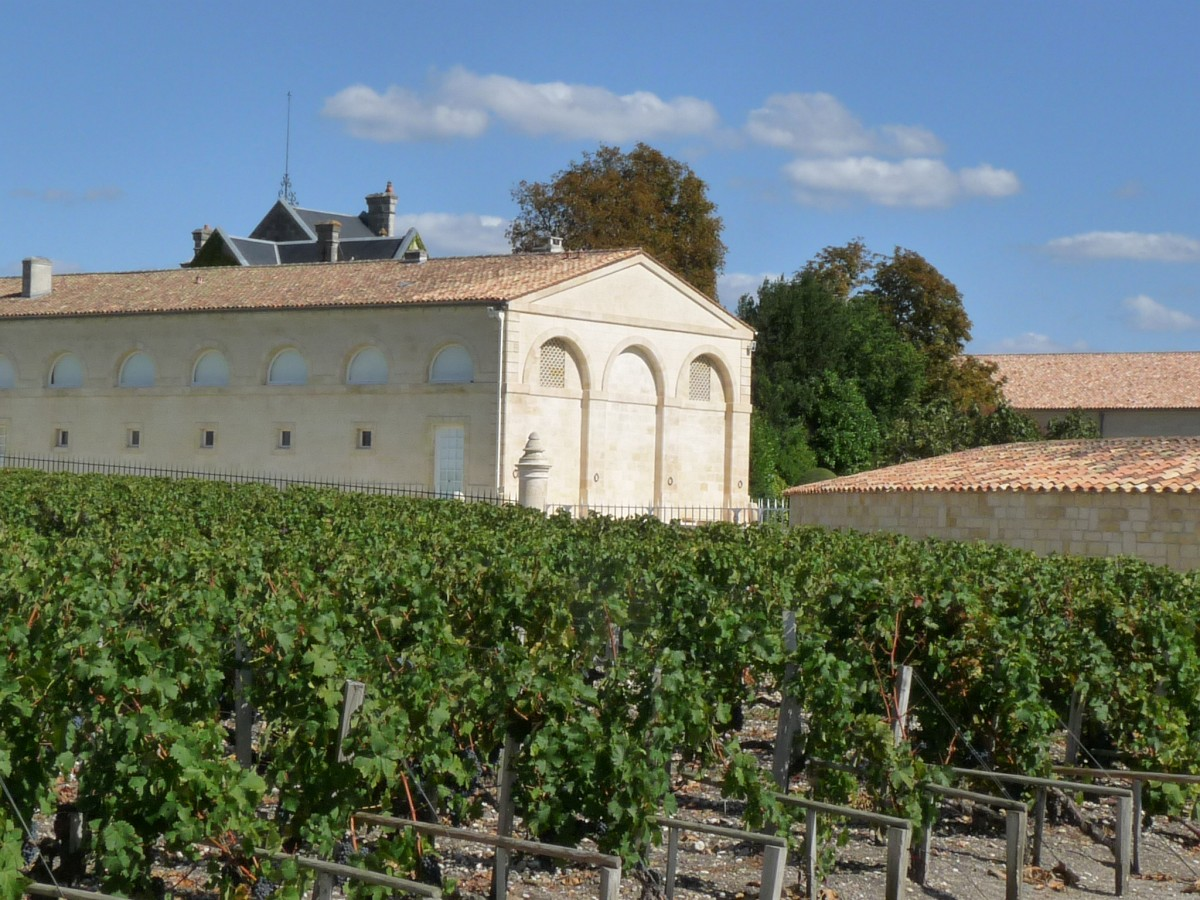
Vista do Château Mouton Rothschild

Durante a maior parte de sua vida lutou por levar os vinhos da casa Mouton à classificação de premier grand cru classé que fora estabelecida em 1855 e desde então nunca sofrera modificação — exclusivo de quatro casas: Margaux, Latour, Lafite (que pertencia ao ramo francês de seus primos) e Château Haut-Brion —; foi uma luta de meio século do barão, que reivindicava esta classificação para sua casa — a ponto de, estrategicamente e com ironia, manifestá-la no slogan da marca: Premier ne puis, second ne daigne, Mouton suis (em livre tradução: Primeiro não posso, segundo não me é digno, sou Mouton).
Já em 1922 percebeu que a qualidade do vinho se perdia no engarrafamento, que era sempre feito por indústrias próprias distantes das vinícolas; Philippe então inovou a produção, trazendo o engarrafamento para a própria vinícola — o que depois foi copiado por todos os produtores.
Em 1930 adquiriu a casa vizinha — Chateau d'Armailhacq — e mudou seu nome para Château Mouton-Baron-Philippe e que foi novamente modificado quando da morte de sua segunda mulher, em 1976, para Château Mouton-Baronne-Philippe; antes, em 1970, ele adquiriu outra propriedade, a Château Clerc Milon, que ficava entre sua vinícola e a dos primos rivais.
Em 1945, com o fim da Grande Guerra, ele volta a produzir seu vinho e a primeira safra recebeu o nome nas etiquetas de "O Ano da Vitória"; o barão volta a inovar a indústria vinícola com a adoção de um rótulo ilustrado, e a partir daquele ano passa a contratar um grande artista para que produza uma obra para este fim: ao longo dos anos o vinho contou com Jean Cocteau (amigo da família, 1947), Georges Braque (1955), Salvador Dalí (1958) e muitos outros como Henry Moore, Andy Warhol e até o diretor de cinema John Huston.
Em 1973 ele conseguiu o inédito feito de alterar a classificação dos Bordeaux de 1855, e tornou o seu Château Mouton Rothschild um dos premier grand cru; para festejar a realização ilustrou o rótulo com a reprodução da obra "Bacchanale", de Pablo Picasso e finalmente mudou o slogan do vinho para "Eu sou primeiro, eu fui segundo, Mouton nunca muda".
Nos anos que antecederam sua morte sua única filha Philippine Sereys-Rothschild assumiu a direção dos negócios paternos.

## Livros e filmes
Além dos livros escritos, Philippe trabalhou com cinema na França. Sobre ele já foram escritos dois livros.

#### Sobre Philippe de Rothschild
- Baron Philippe: The Very Candid Autobiography of Baron Philippe de Rothschild – Joan Littlewood, ed. Crown, 1985 (ISBN 978-0517555576). Este livro, apesar de narrado em primeira pessoa, foi escrito pela atriz inglesa sua amiga de longa data e certamente teve a colaboração do biografado; parece na verdade fruto da descoberta do barão de que promovendo a si mesmo estaria a promover seus vinhos, segundo o crítico do New York Times Frank J. Prial.[7]
- Noble Rot: A Bordeaux Wine Revolution — William Echikson, W. W. Norton & Co. Ltd. 2006 ISBN 0-393-32694-2.

### Filmografia
Rothschild trabalhou como roteirista, cenógrafo, diretor artístico ou produtor em três filmes:
- Lac aux dammes (1934), produtor e diretor artístico.
- Oncle Tisane (ou La Demoiselle et son revenant) (1952), roteirista (junto a Gaston Bonheur).
- L'Amant de Lady Chatterley (1955), cenógrafo (junto a Marc Allégret, Joseph Kessel e Gaston Bonheur).